# Argestigens abyssalis
Argestigens abyssalis is een eenoogkreeftjessoort uit de familie van de Argestidae. De wetenschappelijke naam van de soort is voor het eerst geldig gepubliceerd in 1979 door Becker, Noodt & Schriever.